# Giovanni Lavaggi
Giovanni Lavaggi (Augusta, 1958. február 18. –) olasz autóversenyző.

## Pályafutása
Formula–1-es pályafutása 1992-ben kezdődött, amikor is a March Engineering tesztpilótája lett. Az 1995-ös szezonban a Pacific Racing-el négy futamon vett részt, 1996-ban pedig a Minardi csapatával hat futamon állt rajthoz. Pontot egy alkalommal sem sikerült szereznie, legjobb helyezése az 1996-os magyar nagydíjon elért tizedik hely.
1989 és 2000 között öt alkalommal indult el a Le Mans-i 24 órás versenyen. Legelőkelőbb helyezését az 1992-es futamon érte el, amikor is Manuel Reuter és John Nielsen társaként a hetedik pozícióban zárta a viadalt.

## Eredményei

### Le Mans-i 24 órás autóverseny
| Év   | Csapat                    | Autó              | Csapattárs          | Csapattárs               | Helyezés | Kiesés oka |
| ---- | ------------------------- | ----------------- | ------------------- | ------------------------ | -------- | ---------- |
| 1989 | Porsche Kremer Racing     | Porsche 962 CK6   | Kunimitsu Takahashi | Bruno Giacomelli         | Kiesett  |            |
| 1990 | Team Davey                | Porsche 962C      | Tim Lee-Davey       | Max Cohen-Olivar         | 19.      |            |
| 1992 | Porsche Kremer Racing     | Porsche 962 CK6   | Manuel Reuter       | John Nielsen             | 7.       |            |
| 1993 | Porsche Kremer Racing     | Porsche 962 CK6   | Jürgen Lässig       | Wayne Taylor             | 12.      |            |
| 2000 | Repsol Racing Engineering | Porsche 996 GT3 R | Tomas Saldaña       | Jesús Diez de Villarroel | Kiesett  | Baleset    |

### Teljes Formula–1-es eredménysorozata
(Táblázat értelmezése)

(Félkövér: pole-pozícióból indult; dőlt: leggyorsabb kört futott) 

| Év   | Csapat                 | Modell        | Motor   | 1   | 2   | 3   | 4   | 5   | 6   | 7   | 8   | 9      | 10     | 11     | 12     | 13     | 14     | 15     | 16     | 17  | Helyezés | Pont |
| ---- | ---------------------- | ------------- | ------- | --- | --- | --- | --- | --- | --- | --- | --- | ------ | ------ | ------ | ------ | ------ | ------ | ------ | ------ | --- | -------- | ---- |
| 1995 | Pacific Grand Prix Ltd | Pacific PR02  | Ford V8 | BRA | ARG | SMR | ESP | MON | CAN | FRA | GBR | GER Ki | HUN Ki | BEL Ki | ITA Ki | POR    | EUR    | PAC    | JPN    | AUS |          | 0    |
| 1996 | Minardi Team           | Minardi M195B | Ford V8 | AUS | BRA | ARG | EUR | SMR | MON | ESP | CAN | FRA    | GBR    | GER Nk | HUN 10 | BEL Nk | ITA Ki | POR 15 | JPN Nk |     |          | 0    |

## Külső hivatkozások
- Hivatalos honlapja (angolul) (olaszul)
- Profilja a grandprix.com honlapon (angolul)
- Profilja a statsf1.com honlapon (angolul)
- Profilja az f1rejects.com honlapon Archiválva 2012. május 31-i dátummal a Wayback Machine-ben (angolul)